# Maria Heleander
Ebba Maria Heleander, född 1 juli 1942 i Örebro, är en svensk målare. Hon ingick 1964 äktenskap med konstnär Ruben Heleander.
Heleander, som är dotter till kontraktsprost Yngve Gottberg och Birgitta Lundvik, uppnådde normalskolekompetens samt studerade vid Konstfackskolan och Kungliga Konsthögskolan. Hon tilldelades stipendium av Unga Tecknare 1977 och av Konstnärshusets grafikgrupp 1978. Hon har hållit separatutställningar i Stockholm, Simrishamn och Malmö. Hon är representerad vid Moderna museet, Kalmar konstmuseum samt statliga och kommunala samlingar.